# Juego de escuadras
Dentro del material de dibujo se denomina juego de escuadras al formado por una escuadra y un cartabón, pudiendo ampliarse con una regla graduada.
El juego de escuadras, junto con el compás, forman el material imprescindible para la realización de dibujo técnico manualmente.